# Люди Альфа (телесериал)
Лю́ди А́льфа (англ. Alphas) — американский научно-фантастический телесериал, выходивший на кабельном телеканале SyFy с 11 июля 2011 года по 22 октября 2012 года. Сюжет повествует о секретной команде людей, обладающих сверхспособностями на уровне нейрофизиологии и называющихся «альфами», которые расследуют различные преступления, связанные с другими «альфами». Руководит группой учёный и эксперт Министерства обороны Ли Розен.
Создателями сериала выступили продюсеры и сценаристы Зак Пенн и Майкл Кэрноу. Производством и распространением занимаются компании Universal Cable Productions и BermanBraun Television. Во втором сезоне должность исполнительного продюсера взамен Айра Стивена Бэра занял Брюс Миллер, ранее выпускавший телесериал «Эврика». В январе 2013 года SyFy принял решение закрыть сериал.

## Сюжет
События сериала разворачиваются вокруг пятёрки людей, так называемых альфа, обладающих различными сверхспособностями, во главе с известным невропатологом и психологом доктором Ли Розеном, который пытается помочь своим подопечным наиболее эффективно раскрыть собственный потенциал и лучше контролировать себя.
Группа Розена, опекаемая Службой криминальных расследований Министерства обороны США, раскрывает разные преступления, виновниками которых оказываются столь же необычно одарённые люди. В ходе расследований они неоднократно противостоят членам экстремистски настроенного альфа-движения «Красный флаг», замешанного как в криминале, так и в террористических актах на всей территории США.
Сами главные герои сериала далеки от идеала супермена, у них много проблем, связанных с собственными недостатками и трудностями социализации, — и помимо того со временем каждый из них начинает сомневаться в правильности своих решений и поступков, сталкиваясь с проявлением «двойной морали» и неоправданной жестокости официальных властей по отношению к людям альфа как таковым.

## В ролях
- Дэвид Стрэтэйрн — доктор Ли Розен, эксперт Минобороны США. Не является Альфа, но при этом является специалистом по людям со сверхспособностями, а также главой своей группы. Старается заботиться о своих подопечных, что дается с большим трудом. Разведён, есть дочь Даниель, обладающая альфа-способностью, из-за чего они не очень хорошо ладят.
- Райан Картрайт — Гари Бэлл, способность: трансдукция: способность улавливать любые виды электромагнитных импульсов, от телефонных разговоров до телевизионных трансляций. Страдает аутизмом, из-за чего имеет своеобразный характер и постоянно говорит то, чего не следует, чем порой немного выводит из себя остальных членов команды. Живёт со своей матерью.
- Уоррен Кристи — Кэмерон Хикс, бывший морской пехотинец, способность: гиперкинестезия: высокая чувствительность тела, дающая сверхчеловеческую меткость и точность. Разведён, есть сын Тайлер, по мнению Хикса обладающий альфа-способностью, которым он очень дорожит. Встречается в первом сезоне с Ниной. После расставания с ней, начинает встречаться с Даниэль.
- Азита Ганизада — Рэйчел Пирзат, способность: экстремально низкие пороги абсолютной чувствительности органов чувств (зрение, слух, обоняние, осязание) и высокоразвитая синестезия. Рейчел способна видеть вещества на молекулярном уровне, ощущать любые запахи, даже выбросы адреналина в момент когда люди боятся или злятся, слышать работу человеческого сердца за несколько метров, однако она способна за один момент так усиливать только одно чувство, при этом отключаются все остальные, пока она не перестанет использовать способность. Из-за своей способности, Рейчел пережила не очень счастливую пору в детстве, поскольку даже во время обеда, она видела всех бактерий и микробов, на предметах обихода. Живёт вместе с родителями, в третьей серии 1 сезона, под воздействием феромонов ссорится с матерью по телефону и переезжает к Нине.
- Лора Меннелл — Нина Теру, способность: гипериндукция (гипноз, внушение): способность убедить человека в чём угодно, действует только если смотреть человеку в глаза. Первое время не могла контролировать свои силы, и использовала их когда вздумается; позже учится контролировать себя. В первом сезоне проявляет романтический интерес к Хиксу, это оказываются взаимным, до конца первого сезона. В начале второго сезона выясняется что они расстались, из-за того что случайно повлияла на него, и очень сильно.
- Малик Йоба — Билл Харкен, бывший агент ФБР, способность: разгонять по телу адреналин, дающий сверхсилу и скорость; проявляется в экстремальных ситуациях. Женат. Из-за своей силы у Билла сильно выраженные проблемы с сердцем. В отсутствие Розена принимает командование на себя, не любит беспорядка, за что его порой кличут «грубой силой команды». Старается ладить со всеми в отделе, хотя получается это с трудом.
- Эрин Вэй — Кэт, способность: гиперактивная процедурная память с кратковременным эффектом запоминания (в течение месяца).

## Эпизоды
| Сезон | Сезон | Эпизоды | Оригинальная дата показа | Оригинальная дата показа |
| Сезон | Сезон | Эпизоды | Премьера сезона          | Финал сезона             |
| ----- | ----- | ------- | ------------------------ | ------------------------ |
|       | 1     | 11      | 11 июля 2011             | 26 сентября 2011         |
|       | 2     | 13      | 23 июля 2012             | 22 октября 2012          |

### Сезон 1 (2011)
| № общий | № в сезоне | Название                                                                      | Режиссёр          | Автор сценария                                                                                             | Дата премьеры    | Зрители в США (млн) |
| ------- | ---------- | ----------------------------------------------------------------------------- | ----------------- | --- | ---------------- | ------------------- |
| 1       | 1          | «Pilot» «Пилот»                                                               | Джек Бердер       | Зак Пенн и Майкл Кэрноу                                                                                    | 11 июля 2011     | 2,52                |
| 2       | 2          | «Cause & Effect» «Причина и следствие»                                        | Константин Макрис | Джули Сиг                                                                                                  | 18 июля 2011     | 2,23                |
| 3       | 3          | «Anger Management» «Управление гневом»                                        | Ник Копус         | Айра Стивен Бэр и Роберт Хьюитт Уольф                                                                      | 25 июля 2011     | 1,95                |
| 4       | 4          | «Rosetta» «Розеттский камень»                                                 | Карен Гавиола     | Зак Пенн                                                                                                   | 1 августа 2011   | 2,03                |
| 5       | 5          | «Never Let Me Go» «Не отпускай меня»                                          | Джеффри Хант      | Джордан Розенберг                                                                                          | 8 августа 2011   | 2,01                |
| 6       | 6          | «Bill and Gary's Excellent Adventure» «Великолепные приключения Билла и Гари» | Лесли Либман      | Адам Леви                                                                                                  | 15 августа 2011  | 1,83                |
| 7       | 7          | «Catch and Release» «Поймать и отпустить»                                     | Кевин Хукс        | Майкл Кэрноу                                                                                               | 22 августа 2011  | 1,87                |
| 8       | 8          | «A Short Time in Paradise» «Мгновение в раю»                                  | Джон Шоволтер     | Майкл Чамой                                                                                                | 29 августа 2011  | 1,79                |
| 9       | 9          | «Blind Spot» «Слепое пятно»                                                   | Майкл Уоткинс     | Айра Стивен Бэр и Роберт Хьюитт Уольф                                                                      | 12 сентября 2011 | 1,51                |
| 10      | 10         | «The Unusual Suspects» «Неожиданные подозреваемые»                            | Джей Миллер Тобин | Марк Бернардин                                                                                             | 19 сентября 2011 | 1,39                |
| 11      | 11         | «Original Sin» «Первородный грех»                                             | Ник Копус         | Сюжет: Зак Пенн и Майкл Кэрноу Телесценарий: Айра Стивен Бэр, Роберт Хьюитт Уольф, Зак Пенн и Майкл Кэрноу | 26 сентября 2011 | 1,16                |

### Сезон 2 (2012)
| № общий | № в сезоне | Название                                              | Режиссёр          | Автор сценария                      | Дата премьеры    | Зрители в США (млн) |
| ------- | ---------- | ----------------------------------------------------- | ----------------- | ----------------------------------- | ---------------- | ------------------- |
| 12      | 1          | «Wake Up Call» «Пробуждение»                          | Мэт Хастингс      | Роберт Хьюитт Уольф                 | 23 июля 2012     | 1,75                |
| 13      | 2          | «The Quick and the Dead» «Быстрый и мёртвый»          | Майкл Нанкин      | Майкл Кэрноу                        | 30 июля 2012     | 1,35                |
| 14      | 3          | «Alpha Dogs» «Альфа-доги»                             | Ник Копус         | Эрик Тачмэн                         | 6 августа 2012   | 1,38                |
| 15      | 4          | «When Push Comes to Shove» «Когда нет другого выхода» | Омар Мэдха        | Адам Леви                           | 13 августа 2012  | 1,29                |
| 16      | 5          | «Gaslight» «Заблуждение»                              | Лесли Либман      | Терри Хьюджис Бартон и Рон Милбауэр | 20 августа 2012  | 1,38                |
| 17      | 6          | «Alphaville» «Альфавиль»                              | Ник Копус         | Майкл Чамой                         | 27 августа 2012  | 1,73                |
| 18      | 7          | «Gods and Monsters» «Боги и Монстры»                  | Мэйрзи Алмас      | Кира Снайдер                        | 10 сентября 2012 | 1,32                |
| 19      | 8          | «Falling» «Падение»                                   | Ник Копус         | Нина Фьиори и Джон Хиррера          | 17 сентября 2012 | 1,31                |
| 20      | 9          | «The Devil Will Drag You Under» «Дьявол тебя погубит» | Мэтт Хастингс     | Роберт Хьюитт Уольф                 | 24 сентября 2012 | 1,23                |
| 21      | 10         | «Life After Death» «Жизнь после смерти»               | Джей Миллер Тобин | Эрик Тачмэн                         | 1 октября 2012   | 1,07                |
| 22      | 11         | «If Memory Serves» «Если память не изменяет»          | Аллан Крокер      | Терри Хьюджис Бартон и Рон Милбауэр | 8 октября 2012   | 1,12                |
| 23      | 12         | «Need to Know» «Надо знать»                           | Ник Копус         | Майкл Кэрноу и Адам Леви            | 15 октября 2012  | 1,16                |
| 24      | 13         | «God’s Eye» «Божье око»                               | Мэтт Хастингс     | Брюс Миллер                         | 22 октября 2012  | 1,17                |